# Кардито (Напуљ)
Кардито (итал. Cardito) је насеље у Италији у округу Напуљ, региону Кампанија.
Према процени из 2011. у насељу је живело 22239 становника. Насеље се налази на надморској висини од 39 м.

## Становништво
| 1931. | 1936. | 1951. | 1961.  | 1971.  | 1981.  | 1991.  | 2001.  | 2011.  |
| ----- | ----- | ----- | ------ | ------ | ------ | ------ | ------ | ------ |
| 6.703 | 7.260 | 9.274 | 11.081 | 12.394 | 16.559 | 20.105 | 20.683 | 22.322 |